# Shadow Complex
Shadow Complex ist ein von Chair Entertainment zusammen mit Epic Games entwickeltes Computerspiel. Veröffentlicht wurde der Sidescroller von Microsoft Game Studios als Download-Titel über die Xbox-Live-Arcade-Plattform. Shadow Complex nutzt die Unreal Engine 3. Als Shadow Complex Remastered erschien 2015 eine überarbeitete Version für Windows, die 2016 auch für Xbox One, PlayStation 4 und Mac OS X folgte.

## Handlung
Jason und seine Freundin Claire entdecken bei einer Wanderung einen ausgedehnten unterirdischen Gebäudekomplex in den Bergen. Als Claire von dort stationierten Soldaten entführt wird, dringt Jason in den Komplex ein, um sie zu befreien. Dort erfährt er vom Plan der geheimen Organisation Progressive Restoration, Angriffe gegen die USA durchführen zu wollen. Den Vize-Präsidenten haben sie schon ermordet. Mit der Ausrüstung, die Jason in dem Komplex findet, erkundet er diesen nach und nach und versucht im Alleingang, den geplanten Angriff zu stoppen.

## Sonstiges
Shadow Complex stieg kurz nach Veröffentlichung in die Top 10 der meistgespielten XBLA-Titel aller Zeiten ein. Allein in der ersten Woche wurde es 200.000 Mal heruntergeladen. IGN nannte Shadow Complex das beste Spiel des Jahres 2009 und bewertete es mit 9,4 von 10 Punkten.